# مستعمرة جرينلاند
مستعمرة جرينلاند، هي مستعمرة دنماركية اُنشئت عام 1950 باتحاد شمال جرينلاند مع جنوب جرينلاند، وكان يحكمها حاكم واحد. في عام 1953، أصبحت مستعمرة جرينلاند مساوية إدارياً لمقطاعات مملكة الدنمارك؛ باعتبارها أمت (مقاطعة دنماركية).